# 새들의 이야기
《새들의 이야기》(For the Birds)는 2000년 픽사에서 제작하고 랄프 이글스턴이 감독한 단편 애니메이션이다. 2001년 아카데미상 단편 애니메이션 부문상을 수상하였다. 프랑스 안시 국제 애니메이션 페스티벌에서 처음 공개되었으며 2001년 픽사의 장편영화 《몬스터 주식회사》와 함께 극장에서 개봉되었다. 픽사 단편 DVD에 수록된 바 있으며, 2012년에는 《몬스터 주식회사》의 3D 극장판 재개봉과 함께 3D로 다시 제작되어 공개된 바 있다. 이듬해 2013년에 나온 몬스터 주식회사 블루레이 3D에서도 똑같이 3D로 발매되어 나왔고,이후 2024년에 나온 루카 오프닝 이 단편 나온다.
원제인 "For the Birds"는 영어로 쓰잘데기없는, 시시한이란 속뜻을 지니고 있다. 대한민국에서 알려진 이름은 조금씩 다른데, 2002년 몬스터 주식회사 DVD 발매 당시에는 〈새가 되어버린 새〉란 이름으로 번역되었고, 2007년 픽사 단편집 출시 당시에는 〈전선 위의 참새〉라는 제목으로 알려졌다.

## 줄거리
어느 조그만 파랑새 한마리가 전선 위에 앉아 숨을 돌린다. 그 때 파랑새 한마리가 또 다가와 바로 옆에 앉는다. 이를 못마땅히 여긴 첫째 새가 나가라며 다투던 사이, 다른 작은새들이 또 다가와 한마리씩 전선 위에 앉으면서 충돌을 빚고, 서로 삑삑거리며 자리싸움을 한다. 그러다 갑자기 반대편에서 길쭉하고 커다란 새가 전신주 위에 앉아서 까악 하는 울음소리로 작은 새들에게 아는척을 한다. 하지만 작은 새들은 깃털을 부풀려 큰 새 흉내를 내며 비웃기 시작한다. 큰 새는 다시 한번 아는척을 해보지만 작은 새들은 거리를 멀리한 채 서로 수근대기 바쁘다.
어리둥절해하던 큰 새가 결국 전선으로 다가와 그들이 앉아있던 전선 한가운데에 털썩 앉는다. 큰 새의 엄청난 무게 때문에 전선이 아래쪽으로 쭉 내려가 휘어지고, 양옆에 앉아있던 작은 새들도 큰 새가 있는 쪽으로 스르륵 쏠려 찰싹 붙어있게 된다. 꼼짝없이 몰려있게 된 작은 새들이 짹짹거리며 온갖 불평을 쏟아내지만 큰 새는 아랑곳않고 마냥 좋아한다. 참다못한 작은 새 한마리가 부리로 큰 새를 콕 찌르자 큰 새가 아파서 중심을 잃고 전선에 거꾸로 아슬아슬하게 매달리게 된다.
작은새들은 겨우 전선을 움켜쥐고 있는 큰 새의 발톱마저 떨어뜨리려고 쪼아대기 시작한다. 그런데 갑자기 작은새 한마리가 지금 자기네들의 상황을 깨닫고는 공포에 질려 쪼는 것을 멈추라고 한다. 그러나 이미 때는 늦어 큰 새의 마지막 발톱도 전선에서 떨어지고 만다. 큰 새에게 쏠려 휘어져 있던 전선이 다시 반동 작용을 하고, 그 전선에 올라타있던 작은새들은 마치 활을 당기듯 순식간에 저 높이 튕겨나간다. 전선 밑으로 떨어진 큰 새는 다행히 지면이 가까웠던 탓에 별 탈이 없었고, 작은새들이 튕겨나가면서 남기고 간 깃털들이 하나둘씩 쌓인다.
그리고 튕겨올라갔던 작은새 한마리가 다시 땅으로 떨어지는데, 깃털이 죄다 빠져 추해진 모습이었다. 그걸 본 큰 새는 깔깔 웃으며 몸이라도 가리라고 땅에 떨어져있던 단풍잎을
건네준다. 그리고 다른 작은새들도 다시 땅으로 떨어졌는데 하나같이 깃털이 없어 맨몸 차림이자 큰 새는 더욱 크게 웃어댄다. 이내 검은 스크린을 배경으로 새똥이 떨어진 듯한 얼룩 모양에 'The end'란 글씨가 나타나며 끝을 알린다.

## 수상
《새들의 이야기》는 여러 영화상에서 후보로 지명되었으며 그 중에서도 다음과 같은 상을 수상하였다.
- 2002년: 제74회 아카데미상 - 단편 애니메이션 부문[1]
- 2001년: 밴쿠버 효과 애니메이션 페스티벌 - 컴퓨터 3D 단편 애니메이션 부문
- 2001년: 애니마 문디 애니메이션 페스티벌 - 최고의 영화상
- 2001년: 시카고 국제 아동영화제 - 단편 및 비디오 애니메이션 부문
- 2000년: 애니상 — 단편 주제 애니메이션 특별성과 부문
- 2000년: 시체스 국제 영화제 - 단편 애니메이션 영화 부문

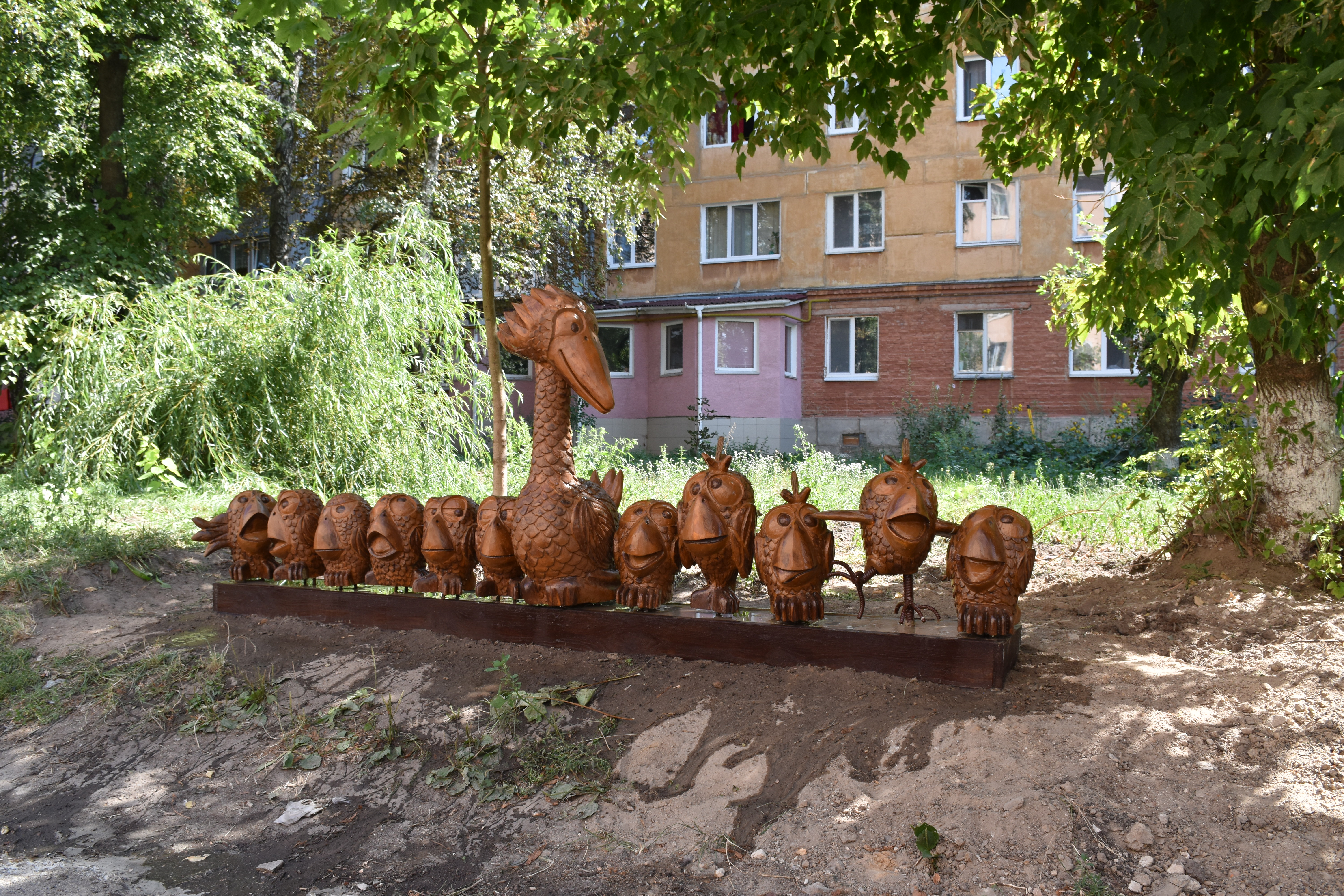
우크라이나 바실키브의 동상

## 이스터 에그
2006년 픽사 장편 애니메이션 《카》에서 〈새들의 이야기〉가 등장하는 이스터 에그가 있다. 라이트닝 매퀸이 맥의 뒤를 따라가며 고속도로를 달리는 장면 직후, 고속도로 풍경으로 전선이 빠르게 지나치는데 그 중에 〈새들의 이야기〉에 나온 작은새들이 전선 위에 앉아 서로 삑삑거리는 모습이 지나간다. 2015년 애니메이션인 《인사이드 아웃》에서도 맨 처음에 릴리와 가족들이 차를 타고 샌프란시스코로 향할 때 비슷한 모습이 지나간다.

## 같이 보기
- 픽사의 단편 목록